# Airstream
«Airstream Trailer Company» — компания, которая специализируется на производстве домов на колёсах. Активно начав свою деятельность в 1932 году, когда этим занималось в США порядка 50 фирм, на сегодняшний день только «Airstream» продолжает свою работу.

## История
Все началось в 1929 году, когда Уолли Байам установил платформу на шасси Ford T.
Возведение шатра над этой конструкцией не дало ожидаемых результатов из-за воздействия внешних погодных факторов. По совету своей супруги Байам оборудовал постоянное укрытие и написал об этом статью, заинтриговав читателей названием «Как построить трейлер за 100 долларов».
Более конкретные рекомендации Уолли Байам стал продавать по 1 доллару за штуку, на чем заработал 150 000 $ чистой прибыли. Начав производство трейлеров для нужд друзей, из-за жалоб соседей он арендовал отдельное помещение для своей мастерской и начал полноценную работу.

## Деятельность
Байам занимался совершенствованием своей деятельности, разъезжая по миру в поисках новых идей для улучшения продукции. Это была компактная мебель, раковины и биотуалеты, бутановые горелки и водонагреватели — все, что делало трейлер более функциональным и комфортным. Он действовал, согласно своему девизу: «Надо не изменять, а улучшать».
Найденную в Европе систему отопления он доработал и назвал «Byam Burner». При своей компактности она гарантировала обитателю трейлера эффективное тепло. Найденный во Франции компактный газовый холодильник «Dometic» положил конец электрическим холодильникам для трейлеров, неудобным в эксплуатации. «Dometic» в настоящий момент остается основным поставщиком холодильников для автомобилей «Airstream».
В случае если на рынке не было необходимого товара, Байам договаривался о его производстве. В 1954 году он заинтересовал президента компании «Bowen Water Heater Co.» разработкой рабочей системы по нагреванию воды для трейлеров. Некоторые важные инновационные находки ему продавали заказчики. В 1960 году инженер Франк Сарджент предложил Байаму новый туалетный клапан, применяющий давление пара для смывания отходов в специальный резервуар. С 1962 года в трейлерах «Airstream» стала использоваться именно эта система.
Одно из главных достижений фирмы — создание первого полностью автономного трейлера. Основное кредо трейлеров от «Airstream» — самодостаточность, дизайн, качество и использование инновационных идей. Именно на этом базируется успешная работа фирмы, которая держится на рынке уже более 80 лет.
Для НАСА был создан мобильный карантинный фургон, в котором находились астронавты миссий Аполлон после возвращения на Землю. Был списан, когда доказали, что на Луне нет жизни.